# Guarda gli arlecchini!
Guarda gli arlecchini! è un romanzo di Vladimir Nabokov del 1974, l'ultimo pubblicato prima della sua morte.

## Edizioni italiane
- Vladimir Nabokov, Guarda gli arlecchini!, collana Biblioteca Adelphi n. 595, traduzione di Franca Pece, note di Brian Boyd e Anna Raffetto, Milano, Adelphi, 2012, ISBN 9788845927201.